# Chrasť nad Hornádom
Chrasť nad Hornádom – wieś (obec) na Słowacji położona w kraju koszyckim, w powiecie Nowa Wieś Spiska. Pierwsze wzmianki o miejscowości pochodzą z roku 1280.
31 grudnia 2012, wieś zamieszkiwały 862 osoby, w tym 395 kobiet i 467 mężczyzn.
W 2001 roku pod względem narodowości i przynależności etnicznej 95,19% mieszkańców stanowili Słowacy, a 4,26% Romowie.
Ze względu na wyznawaną religię struktura mieszkańców kształtowała się w 2001 roku następująco:
- Katolicy rzymscy – 98,07%
- Grekokatolicy – 0,83%
- Ateiści – 0,55%
- Nie podano – 0,55%

W miejscowości jest przystanek kolejowy Chrasť nad Hornádom.